# 吾妻光俊
吾妻 光俊（あづま みつとし、1903年11月9日 - 1973年4月21日）は、日本の法学者。専門は民法・労働法・社会保障法。一橋大学名誉教授。末弘厳太郎門下。弟子に蓼沼謙一、横井芳弘など。

## 人物
東京で横田秀雄（大審院院長・民法学者）の子として生まれる。1925年第一高等学校卒業。1928年東京帝國大學法学部法律学科卒業。同法学部助手。1930年東京商科大学附属商学専門部専任講師。1935年東京商科大学附属商学専門部教授。1936年東京商科大学商学部助教授。1936年労働法研究のためドイツ・イタリア・アメリカ合衆国に留学（ - 1939年）。1940年東京商科大学学生主事（ - 1941年）。1941年東京商科大学商学部教授。
戦後は民法については概説書を著したほかは、労働法研究に転じ、孫田秀春が始め、戦時中は消滅状態にあった労働法講座を復活させ担当した。1949年一橋大学法学社会学部教授。1951年一橋大学法学部教授。1973年一橋大学停年退官。同名誉教授。中央大学法学部教授に就くが、間もなく逝去した。
この他、1933年中央大学法学部兼任講師（ - 1941年）。1941年中央大学法学部兼任教授（ - 1973年）。1950年中央労働委員会公益委員（ - 1973年)。司法試験第二次試験考査委員（旧司法試験）（1950年 - 1958年、1962年 - 1973年）。

## 門下生
ゼミの指導学生に蓼沼謙一（第8代一橋大学学長、元労働法学会代表理事）、横井芳弘（中央大学名誉教授、元労働法学会代表理事）、坂本重雄（静岡大学名誉教授、元労働法学会代表理事）、喜多実（元南山大学教授）、本田尊正（元青山学院大学教授）、早川章（元運輸省地域交通局長、元東京空港交通会長）、竹内規浩（元スクワイヤー・サンダース・デンプシー（現スクワイヤ・パットン・ボッグス）弁護士、元米国ブリヂストン社長）、大前和俊（元横浜地方裁判所横須賀支部長）など。

## 親族
- 父は横田秀雄（大審院院長・民法学者）、兄は横田正俊（大審院判事・最高裁判所長官)、弟は横田雄俊（弁護士・太平洋戦争にて戦死）、母方の叔父は霜山精一（大審院院長）、霜山徳爾（心理学者）、妻の父は吾妻勝剛（元京都大学教授・医師）がいる。

## エピソード
- 東京帝国大学助手時代に、我妻栄から影響を受けたといわれる。
- 吾妻家に婿養子に入る前の横田姓の頃は「横光」の愛称で親しまれていた。[10]